# Eğirdir
Eğirdir ist ein Ort und Verwaltungssitz des gleichnamigen Landkreises in der türkischen Provinz Isparta, der am Südufer des Eğirdir Gölü liegt. Die Halbinsel Kale ragt direkt zwei Kilometer in den See hinein. Eğirdir liegt 27 Kilometer nordöstlich der Provinzhauptstadt Isparta (35 Straßenkilometer). Eğirdir ist die drittgrößte Stadt der Provinz und beherbergt 60 Prozent der Kreisbevölkerung.
Der Name der Stadt, ursprünglich Eğridir, kommt von der nahegelegenen antiken griechischen Siedlung Akrotiri. In den 1980er Jahren wurde er in Eğirdir geändert. Eğridir bedeutet auf Türkisch ist krumm.

## Landkreis
Der Landkreis liegt im Zentrum der Provinz Isparta und grenzt an den Kreis Senirkent im Nordwesten, den Kreis Gelendost im Norden, die Kreise Şarkikaraağaç und Yenişarbademli im Osten, den Kreis Aksu im Südosten, den Kreis Sütçüler im Süden, den zentralen Landkreis (Merkez) Isparta sowie den Kreis Atabey im Westen. Ebenso bildet der See Eğirdir Gölü eine natürliche Grenze im Norden. Schließlich grenzt die Provinz Burdur im Südwesten mit zwei Kreisen an den Kreis Egridir.
Im Landkreis befindet sich eine der führenden Spezialkliniken für Knochenkrankheiten des Landes. Er ist außerdem bekannt für die sehr selten anzutreffenden Buchengewächse Fagaceae, des Sığla-Waldes, des Eğirdir-Apfels und des nur in dieser Region anzutreffenden Apoll-Schmetterlings.
Der Kreis bzw. Kaza als Vorgänger bestand schon bei Gründung der Türkischen Republik 1923 und hatte zur ersten Volkszählung (1927) 28.596 Einwohner, davon 4412 im Verwaltungssitz Agadj Egirdire (damalige an das französisch angelehnte Schreibweise). Auf 2810 km² gab es 69 Ortschaften.
1987 gab der Kreis den Südostteil seines Territoriums (den Bucak Aksu) an den neugegründeten Kreis Aksu ab. Ende 2020 bestand der Kreis Eğirdir neben der Kreisstadt aus der Belediye Sarıidris (2202 Einw.) sowie aus 29 Dörfern (Köy) mit durchschnittlich 430 Bewohnern. Das Dorf Barla zählt als einziges über 1000 Einwohner (1057). Seit 2018 ist das ehemalige Stadtviertel (Mahalle) Göktaş von Eğirdir wieder ein Dorf.

## Bildung
Die der in Isparta befindlichen Süleyman-Demirel-Universität angeschlossene Fakultät für Wasserwirtschaft und die Berufsfachschule Eğirdir sind in der Stadt ansässig. In Eğirdir befindet sich auch ein Ausbildungszentrum der Türkischen Streitkräfte für den Gebirgskampf.

## Geschichte
Es wird davon ausgegangen, dass Eğirdir von Kroisos (560–547 v. Chr.), dem Herrscher von Lydien, gegründet wurde. Die Burg von Eğirdir wurde demnach von den Lydern erbaut. Während der Römerzeit wurde der Ort Prostanna genannt. In byzantinischer Zeit hatte der Vorgängerort Prostanna bzw. Limnae geheißen und war Sitz eines Bischofs (um 600 auf der Insel Niş Adası).
Die ersten türkischen Siedlungen entstanden wohl nach 1071. Die Blütezeit lag im 13. Jh., nachdem er unter dem Sultanat der Rum-Seldschuken an die Hamidoğlu-Emire kam, die ihn Felekabad nannten. Der seldschukische Herrscher Kılıç Arslan III. hatte im Jahre 1204 Eğirdir und die angrenzenden Ortschaften dem Seldschukischen Reich eingegliedert. Die Seldschuken nutzten diesen Ort als Erholungsstätte und gaben ihm wegen seiner reizvollen Landschaft den Namen Cennetâbad (sinngemäß Himmelstadt). Im Jahre 1391 kamen Eğirdir und seine Umgebung in osmanische Hand. Einige Zeit später kam Eğirdir auch unter die Herrschaft  von Timur und der Karamanoğulları. Während der Herrschaft von Sultan Murat II. wurde es jedoch 1423 endgültig dem Osmanischen Reich zugeordnet. Nach Neugliederung wurde es in die Provinz Konya, nach der Gründung der Republik Türkei in die Provinz Isparta eingegliedert.

## Klima
Niederschläge treten meistens im Winter und im Frühjahr auf. Die jährliche Niederschlagssumme liegt bei 705 mm. Die durchschnittliche Temperatur in dem dauernd windigen Gebiet liegt bei 11,9 °C.

## Sehenswürdigkeiten
- Baba Sultan Türbesi: Das kleine, schlichte, seldschukische Mausoleum steht in einem kleinen Park im Norden der Stadt direkt am Seeufer
- Dündar Bey Medresesi: Die 1237/38 von Emir Dündar Hamidoğlu unter Sultan Gıyaseddin Kayhosrev II gestiftete Koranschule war wohl zunächst als Karawanserei gedacht und trägt deshalb auch verschiedene Bezeichnungen: Taş Hanı, Dündar Bey Medresesi Hanı oder Gıyaseddin Kayhosrev Hanı. Der Bau ist ein sehenswertes Beispiel früher seldschukischer Bauweise unter den Hamiden, dessen ornamentiertes Eingangstor durch feinste Steinmetzkunst u. a. in Marmor besticht. Allerdings ist dieses Portal ein Fremdkörper, der eigentlich in die ausgeschlachtete Karawanserei des Eğridir Hans gehört. Der Innenhof der restaurierten Anlage hat aus Spolienkapitellen errichtete, umlaufende Säulen-Arkadengänge vor den Schülerzellen, in denen gegenwärtig Läden untergebracht sind.
- Eğirdir-Han: Die ausgeschlachtete Karawanserei 3 km südlich der Stadt am Hang des Davraz Dağı wurde zwischen 1229 und 1236 erbaut und zählte zu den 4 größten seldschukischen Sultans-Karawanenstationen Anatoliens. Die Anlage heißt auch Pınarpazarı Hanı.
- Eğridir Kalesi: Die Ruinen der seldschukischen Burg (erbaut unter Alaeddin Kaykobad) auf dem Hügel der Altstadt überragen die Halbinsel. Die Portalornamente stammen vom Eğridir Hanı.
- Hızır Bey Camii (Ulu Cami): Neben der Dündar Bey Medresesi steht die Große Moschee aus dem 15. Jh., ein Flachbau mit 48 Holzsäulen in der Art der „Waldmoscheen“. Die Moschee wurde ursprünglich von Emir Hızır Hamidoğlu (1327/28) gestiftet, im 15. Jh. erweitert, brannte aber 1815 ab. Der Bau mit der geschnitzten Holztüre im Portal wurde (nach Inschrift über der Tür) 1885 wieder neu errichtet.
- Kemer Kapısı: Ein Teil der ehemaligen Stadtmauer von Eğirdir, das Kemer-Tor der seldschukisch-hamidischen Befestigung, ist neben den Eingängen zur Ulu Cami bzw. zur Dündar Bey Medresesi noch erhalten.
- Niş Adası und Tavşan (oder Can) Adası: Mit Resten von 2 byzantinischen Kirchen liegen im Eğirdir-See im Osten der Stadt vorgelagert zwei Inseln (seit 1955 über einen Damm mit dem Festland verbunden), von denen die größere, Niş Adası (oder Yeşil Ada), früher (mit damals 200 Familien) als Bischofssitz der Stadt Limnai (Prostanna) gedient haben soll[3]

## Söhne und Töchter der Stadt
- Hüseyin Kartal (* 1982), Fußballspieler